# Libébus
Libébus est l'ancien nom du réseau de La Métropole Mobilité qui dessert le Pays salonais au sein de la métropole d'Aix-Marseille-Provence.
Il couvre Salon-de-Provence avec 5 lignes urbaines d'autobus et les 14 autres communes avec 6 lignes périurbaines auxquelles s'ajoutent 7 lignes qui circulent ponctuellement.
Le 3 janvier 2022, Libébus fusionne avec le réseau Salon Etang Côte Bleue et devient Métropole Mobilité.

## Lignes du réseau
| Ligne | Tracé                                   |
| ----- | --------------------------------------- |
| 1     | Tallagard ↔ Pastourelles                |
| 2     | Tallagard ↔ Gare Routière               |
| 3     | Tallagard ↔ Joseph d'Arbaud             |
| 4     | Les Gabins ↔ Pélissanne (Louis Blanc)   |
| 5     | St Jean ↔ Aire de la Dîme               |
| 6     | D&JF / Tallagard ↔ Les Gabins           |
| 7     | Salon ↔ Pélissanne / Marché             |
| 8     | Salon ↔ Pélissanne ↔ Aurons ↔ Vernègues |
| 9     | Salon ↔ Pélissanne ↔ La Barben (Zoo)    |
| 10    | Salon ↔ Eyguières (Fontaine Gilouse)    |
| 11    | Salon ↔ Sénas (Chevigné)                |
| 12    | Salon ↔ Lançon / Val de Sibourg         |
| 13    | Salon ↔ Lamanon ↔ Alleins               |
| 14    | Pélissanne ↔ Aurons ↔ Vernègues ↔ Cazan |
| 19    | Lançon ↔ La Barben ↔ Pélissanne         |
| 20    | Joseph d'Arbaud ↔ Croix de Crau         |
| 21    | Joseph d'Arbaud ↔ Papillons Blancs      |
| 22    | Morgan ↔ St Louis                       |
| 23    | Joseph d'Arbaud ↔ Valentine             |
| 24    | Salon ↔ Pélissanne ↔ La Barben          |
| 52    | Salon ↔ Lambesc                         |
| 86    | Salon ↔ La Roque d'Anthéron             |

### Navette
| Ligne  | Tracé                                  |
| ------ | -------------------------------------- |
| Nav    | Navette P+R Parking IUT ↔ Lafayette    |
| Nav    | Navette P+R Parking relais Gare ↔ CV   |
| Nav    | Navette P+R Joseph d'Arbaud ↔ Gambetta |
| NAV056 | Navette CLG d'Arbaud LYC St Jean       |

### Transport à la demande
| Ligne | Tracé      |
| ----- | ---------- |
| TAD1  | TAD Zone 1 |
| TAD2  | TAD Zone 2 |
| TAD3  | TAD Zone 3 |
| TAD4  | TAD Zone 4 |

### Lignes scolaires
| Ligne | Tracé                             |
| ----- | --------------------------------- |
| C001  | Lamanon - Eyguières               |
| C012  | St Chamas intérieur               |
| C052  | St Cannat Rognes Salon            |
| C061  | Lançon-Salon                      |
| C062  | St Chamas-Salon                   |
| C159  | Berre-St Chamas                   |
| C171  | Berre-Salon                       |
| C172  | La Fare-Salon                     |
| C269  | Lamanon interieur                 |
| C281  | Vernegues-Cazan                   |
| C385  | Lancon Sibourg La Fare            |
| C449  | Les Baisses La Fare               |
| C5011 | Sénas - Salon                     |
| C5014 | Vernègues-Cazan-Salon de Provence |
| C5086 | Charleval-Salon                   |
| C5087 | Alleins-Vernègues-Mallemort       |